# Österreichisches Jüdisches Museum

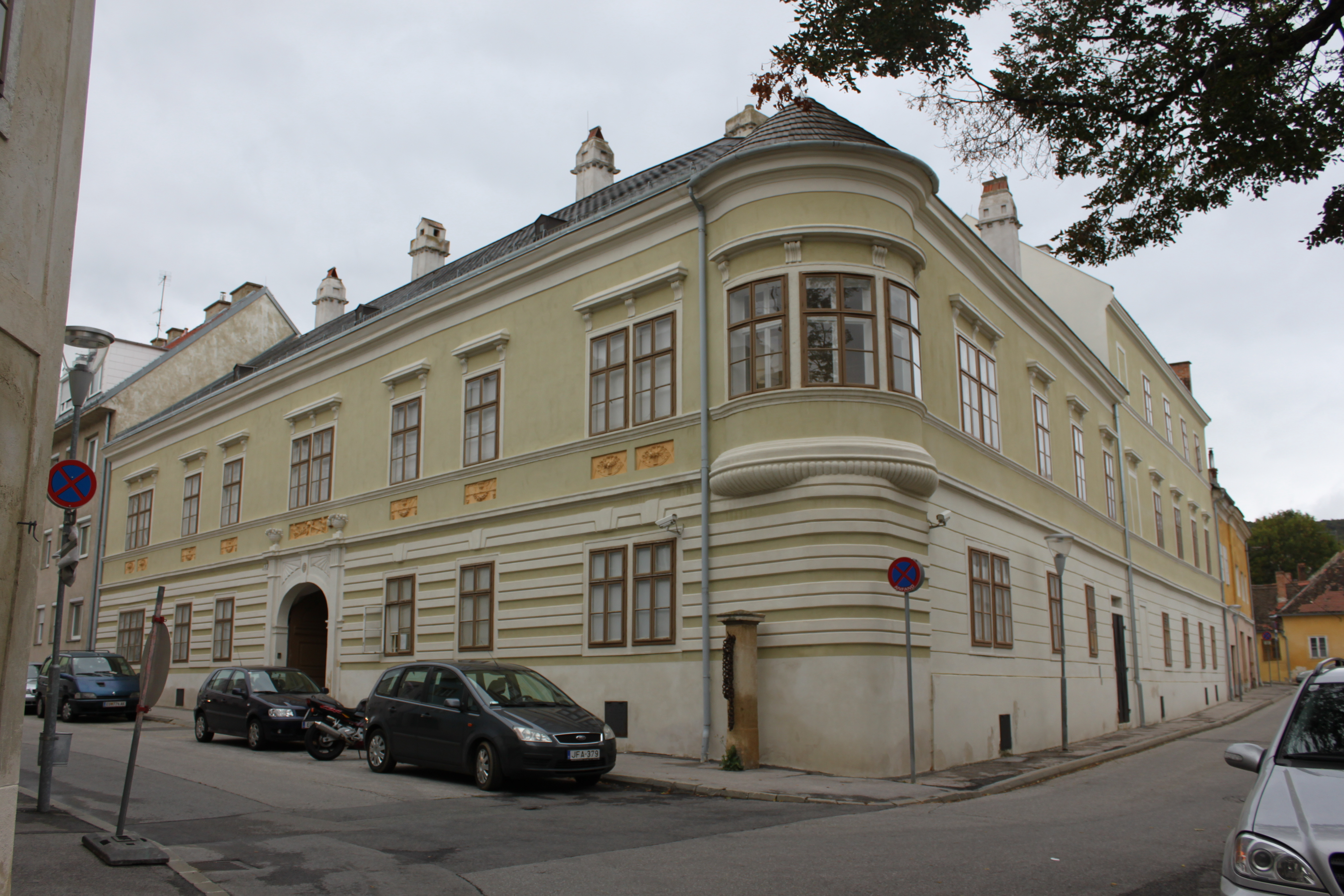
Österreichisches Jüdisches Museum (2011)

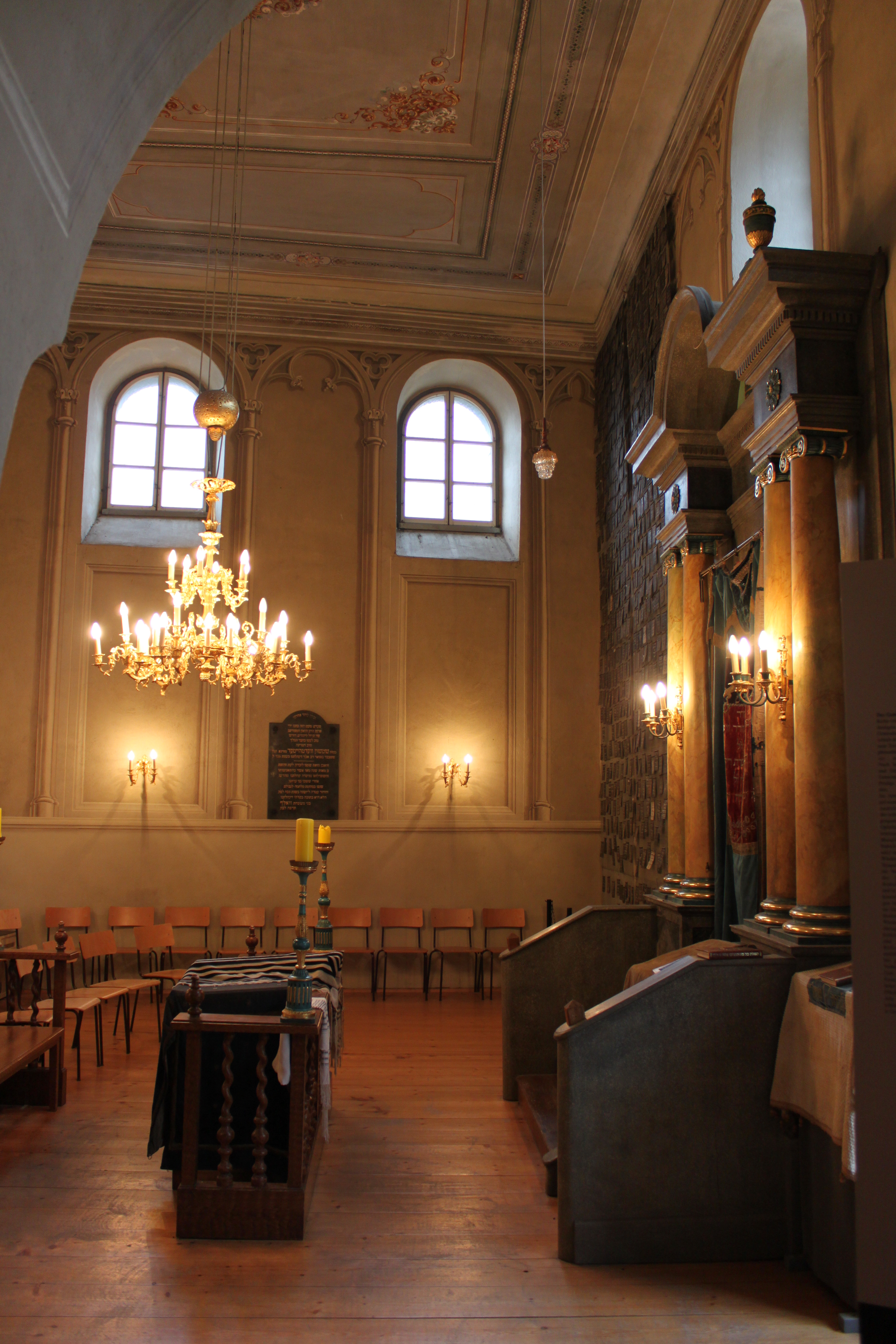
Privatsynagoge im 1. Stock (2011)

Das Österreichische Jüdische Museum steht im Burgenland in Eisenstadt in der Unterbergstraße 6.
Das Museum wurde im Jahre 1972 als erstes jüdisches Museum in Österreich nach 1945 gegründet. Das Museum befindet sich im ehemaligen jüdischen Viertel Unterberg-Eisenstadt, im Wertheimerhaus oder Wertheimer’schen Freihaus, das von Samson Wertheimer als Bauherr im Jahre 1719 errichtet und aufgrund von Verdiensten des Bauherrn für das Haus Esterházy von den Esterházys finanziert wurde. Wertheimer war Kaufmann am Hof in Wien und Oberrabbiner von Ungarn. Für seine Funktion als Oberrabbiner wurde das Freihaus in Eisenstadt errichtet, wo auch eine Privatsynagoge mit abgetrenntem Frauenraum eingerichtet wurde, die nun Teil der Schauräume des Museums ist.